# 11158 Cirou
11158 Cirou eller 1998 AJ6 är en asteroid i huvudbältet som upptäcktes den 8 januari 1998 av OCA–DLR Asteroid Survey (ODAS). Den är uppkallad efter journalisten Alain Cirou.